# Giuseppe Ferrandino (político)

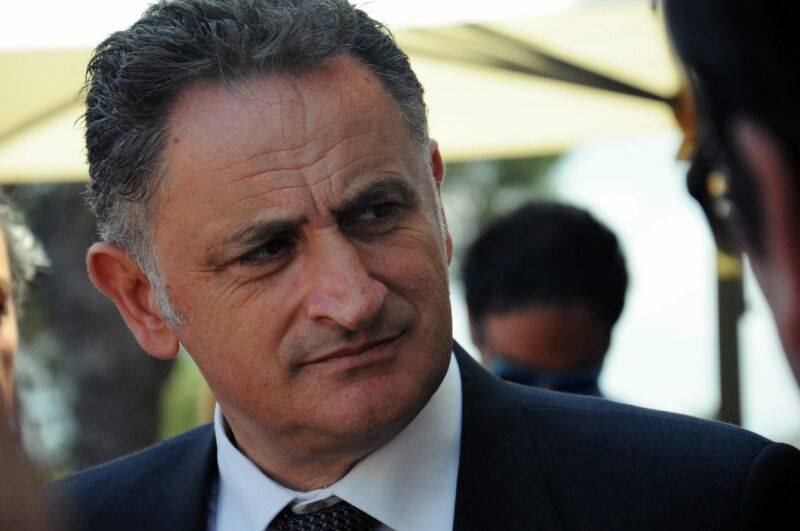
Imagem de Giuseppe Ferrandino.

Giuseppe Ferrandino (nascido em 21 de março de 1963, em Ischia) é um político italiano. Tornou-se membro do Parlamento Europeu em abril de 2018 e foi reeleito nas eleições para o PE de 2019.